# Erdélyi Fiatalok
Erdélyi Fiatalok főiskolai lap Kolozsvárt 1930-tól 1940-ig. Tíz és fél évfolyama, 47 száma jelent meg 1158 lap terjedelemben. Címe 1936-37-ben Fiatalok.

## Története
Szerkesztette László Dezső. Főmunkatársa az elsőtől az utolsó számig Bíró Sándor, Debreczeni László és Jancsó Béla, 1933 előtt Demeter János, László József, Péterffy Jenő, Mikó Imre, Nagy József, Bányai László, akkor és részben azután Balázs Ferenc, Dsida Jenő, Jancsó Elemér, 1933 után hosszabb-rövidebb ideig Demeter Béla, Haáz Ferenc, László Ferenc, Parádi Kálmán, Pálffy Károly, Szilágyi Olivér, Tonk Emil, Váró György és Vita Zsigmond. Alapításának gondolata Jancsó Bélától származott, ő tette a legtöbbet fennmaradásáért.
A lap már indulásakor a főiskolás kérdéseken túlmenően „A romániai új magyar nemzedék folyóirata” akart lenni, bár ezt az alcímet csak 1934-ben vette fel. Az első szerkesztőségi cikk azok nevében szólt, akik beleszülettek az első világháborút követő új helyzetbe, akik „annak a földnek a gyermekei, amelyen ezer éven át, politikai változások alatt a különböző fajú népek egyetértésben éltek egymás mellett” és közös eszményt alakítottak ki: „fajok találkozását az emberi értékek magaslatán”. Összefogást hirdettek „felekezeti és osztályellentétek felett”, igényelték, hogy az ifjúság maga oldja meg anyagi és szellemi problémáit, programjukba vették az ifjúság előkészítését a reájuk váró feladatokra, hogy „az erdélyi magyarság szellemi vezérei” lehessenek.
Az Erdélyi Fiatalok indulása szellemi erjedést váltott ki a romániai magyar közéletben, és az új nemzedék széles rétegeit ébresztette öntudatra. A szerkesztők tanítómesterüknek vallották Ady Endrét, Szabó Dezsőt és Móricz Zsigmondot, akik közül Szabó Dezső népi szemlélete s parasztromantikája hatott a legtartósabban. A hazaiak közül Makkai Sándor járult hozzá leginkább eszmefejlődésükhöz Magunk revíziója (Kolozsvár 1931) című munkájával, de a székely írók is befolyásolták az Erdélyi Fiatalok faluszemléletét. Ez a program azonban csak átmenetileg tarthatta össze a főként középosztálybeli és falusi származású új főiskolás nemzedéket. A gazdasági válság éveiben a munkásság oldaláról indult erősebb szervezkedés az értelmiségi körökre is hatott, s mivel az Erdélyi Fiatalok kísérletei a munkásifjúság megnyerésére nem vezettek eredményhez, a magyar párti Ellenzék és a Falvak Népe megalakulása után erről az oldalról érték bírálatok a lap régi vezetőségét. Ugyanakkor a lap főleg protestáns jellege és középutas ideológiája miatt a pápa szociális enciklikái alapján álló katolikus ifjúság részéről is ellenkezést váltott ki. A szakadás 1933 elején következett be, amikor a vezetőséggel szemben állókat vagy kizárták, vagy azok kiléptek a főmunkatársi közösségből, s a lap megmaradt a világáramlatokkal szemben harmadik utas erdélyi magyar álláspontot kialakító, az ifjúság és a falu kérdéseire szorítkozó közösségnek.
Fejlődésének második szakaszában az Erdélyi Fiatalok behatóan foglalkozott a pályaválasztás és az elhelyezkedés kérdéseivel, az egyetemileg engedélyezett diákegyesület megalakításának előkészületeivel, oktatás- és nevelésügyi problémákkal. Bár szépirodalmi anyagot nem közölt, szívesen állt ki olyan akkor induló írók mellett, mint József Attila, Szilágyi András, Méliusz József, Bözödi György. Az irodalom és társadalom kérdésében a lap szembefordult az erőltetett szociológiai vizsgálódással (Jancsó Béla cikke 1935-ben); ankétot indított az irodalomtanítás kérdésében, és követelte az erdélyi irodalom olvasókörének demokratizálását.
A legtermékenyebb munkát a falukutatás terén végezte. A faluszemináriumok, a falumunka-pályázatok és falusi kiszállások, a kapcsolat Dimitrie Gusti professzor falumozgalmával, valamint a lap 1931-32-ben megjelent Falu-füzetei egyrészt azt hirdették, hogy az értelmiség helye a falusi nép oldalán van, másrészt azt, hogy a magyar kisebbség jövője a falu helyzetének javításán fordul életre vagy halálra (a négy füzet szerzője Gyallay-Pap Zsigmond, Demeter Béla és Mikó Imre). A kifejtett programmal nem álltak arányban a gyakorlati megvalósulások: a főmunkatársak közül egyedül Balázs Ferenc vállalta a falu sorsát s fejtett ki Mészkőn haláláig önfeláldozó munkát. Számos munkatárs bekapcsolódott a szövetkezeti mozgalomba, és alkotó tevékenységbe kezdett főleg a népegészségügy terén, kevésbé a mezőgazdaságban. Az 1933-as szakadás után az Erdélyi Fiatalok megmaradt az új nemzedék egyik csoportjának, s fenntartással fogadta az ifjúság szélesebb alapokon való szervezésének gondolatát. Élesen szembefordult a vásárhelyi találkozó megrendezésével, és programját is heves bírálatban részesítette a hagyományos ifjúsági szervezkedés oldaláról. Ez vezetett a lap elszigetelődéséhez és fokozatos elhalásához.
A lap jelentősége számos akkor szunnyadó kérdés (nép és értelmiség, társadalmi és művészi tudat, nemzetiségi kérdés (például Kiss Árpád tanulmányai), államhatalom és társadalmi öntevékenység, haza és nagyvilág) bátor felvetésében rejlik. Hatása az 1930-as évek fiatal nemzedékére kétségtelen. Az Erdélyi Fiatalok irányította az értelmiségi ifjúság figyelmét a közügyekkel való foglalkozásra, s a lap körül csoportosuló fiatalok abban is példát mutattak, hogy több mint tíz éven át semmiféle anyagi támogatást és honoráriumot el nem fogadva, csupán az előfizetési díjakra támaszkodva tartották fenn a lapot.

## További irodalom
- Mikó Imre: Erdélyi Fiatalok. Igaz Szó 1970/6; újraközölve Akik előttem jártak, 1976. 14-34. Az Erdélyi Fiatalok egy emberöltő múlva.
- László Dezső: Erdélyi Fiatalok. Korunk 1973/6.
- Balázs Sándor: Dimitrie Gusti és az Erdélyi Fiatalok. Korunk 1978/8;
- Balázs Sándor: Szociológia és nemzetiségi önismeret. 1979. 148-90.